# Токтосунов, Шаиф Токтосунович
Токтосунов Шаиф Токтосунович (4 ноября) 1914, село Торт-Куль Тонского района) — советский партийный и государственный деятель Киргизской ССР.

## Биография
1930- учитель начальной школы села Торт-Куль Тонского района.
1932—1934 — Средне-Азиатская высшая сельскохозяйственная школа им. В. И. Ленина
1935—1936 — секретарь Кеминского райкома ЛКСМ Киргизии Фрунзенской области.
1936 — заместитель начальника Главлита Киргизской ССР, г. Фрунзе
1936—1937 — курсант электро-минной школы им. Попова Краснознаменного Балтийского флота, г. Кронштадт
1937—1940 — командир отделения воинской части 14004 Северного флота г. Полярный Мурманской области.
1940 — заместитель председателя Центрального Совета Осоавиахима Киргизской ССР, г. Фрунзе
1940—1941 — заместитель народного комиссара местной промышленности Киргизской ССР, г. Фрунзе
1941—1942 — секретарь партбюро отдельной морской бригады № 74 в частях Советской Армии
1942—1943 — заместитель народного комиссара местной промышленности Киргизской ССР, г. Фрунзе
1943—1944 — слушатель Высшей школы НКВД Союза ССР, г. Москва
1944—1945 — заместитель директора Ново-Троицкого сахарного завода, Кагановического района Фрунзенской области
1945—1947 — заместитель секретаря Фрунзенского обкома КП Киргизии по торговле, общественному питанию пищевой промышленности
1947—1950 — слушатель высшей партийной школы при ЦК ВКП г. Москва
1950—1951 — секретарь Фрунзенского обкома КП Киргизии, г. Фрунзе
1951—1952 — заведующий административным отделом ЦК КПСС Киргизии
1952—1958 — министр Государственного контроля Киргизской ССР, г. Фрунзе
1958—1960 — заместитель министра внутренних дел Киргизской ССР
1960—1963 — директор совхоза им. Карла Маркса Аламединского района Киргизской ССР
1963—1967 — директор Ново-Троицкого сахарного завода Сокулукского района Киргизской ССР
1967—1973 -директор Кантского винсовхозкомбината им. В. И. Ленина
1973 — директор шампанвинкомбината, г. Фрунзе
1978—1983 — директор Тонского рыбного завода
Депутат Верховного совета Киргизской ССР 4-го созыва (1955—1959 гг.).
Член ЦК КП Киргизии, избран VIII-съездом КП Киргизии (1956—1958 гг.)

## Семья
Жена — Токтосунова В. К.
Старшая дочь — Токтосунова М. Ш.
Сын — Токтосунов А. Ш.
Дочь — Токтосунова И. Ш.

## Награды и звания
Награждён тремя орденами «Знак Почета», «Трудового Красного Знамени» и многими медалями за доблестный труд в Великой Отечественной войне, за победу над Германией в Великой Отечественной войне, Участник ВСХВ.
Подполковник внутренней службы МВД Киргизской ССР.